# تره کول
فرانک ادوین رایت سوم (به انگلیسی: Frank Edwin Wright III) با نام حرفه ای تره کول (به انگلیسی: Tré Cool)(زادهٔ ۹ دسامبر ۱۹۷۲) یک موسیقی دان، خواننده و آهنگساز آمریکایی است که بیشتر به عنوان نوازندهٔ درام برای گروه موسیقی پانک راک گرین دی شناخته شده‌است.

## زندگی
فرانک ادوین رایت سوم در فرانکفورت در آلمان غربی با پدر و مادری آمریکایی به دنیا آمد. او در ویلیتز بزرگ به همراه خواهرش شد. پدر او در جریان جنگ ویتنام خلبان بالگرد بود. در همسایگی رایت، لری لیورمور زندگی می‌کرد که خوانندهٔ گروه پانک بود، او رایت را که در آن زمان ۱۲ ساله بود وارد به عنوان نوازندهٔ درام وارد گروه موسیقی کرد.